# 椎名めぐみ
椎名 めぐみ（しいな めぐみ、1986年 - ）は、日本のAV女優。

## 略歴
別名が数多くあり、椎名由希、杉宮ありさ、椎名初美、椎名由紀、華咲菜々美、西村由紀子など、多くの別名名義でも活動している。

## 作品
- DAISY4 メグミ
- 黒愛倶楽部 ゆき
- 高貴美少女学園08 2-C めぐみ
- DAISY (椎名めぐみ 小鹿ルル 坂下ちなつ)
- 超ヤリ珍・ヤリマンサークル日誌 7
- LOLLIPOP 2
- 清純女子校生 04
- 最初で最後のアナル＆マンコに初2穴生中出し
- 鬼畜輪姦77 卑猥なピアノレッスン 椎名めぐみ
- まん毛の濃いぃ〜お姉さんは生中出しがお好き
- やさしいお姉さんのツバ
- 若妻･膣内射精 八 椎名由希 25才
- 高貴なる肉若妻 第十壱巻
- 女子校生監禁凌辱 鬼畜輪姦FOREVER2
- ドスケベ痴女マニアックス 5 女教師＆女医編
- ガチンコ中出し！顔出し！人妻ナンパ ‘都内六本木ミッ○タウン編’
- 3P4P乱交痴女12人
- 「メンズエステでワザと勃起させたらヤられた」 VOL.3
- デジモ痴女 The BEST 2
- 変態性欲 妹との禁じられたセックス。
- 愛しの女子校生たちよ、中出しさせて下さ〜い！ Part.6 48人
- SOFT ON DEMAND 女子社員スペシャル野球拳 in 社員旅行
- レッド突撃隊 街角おしゃれな素人娘に中出し47人
- ホストのツケで輪姦（まわ）される女たち
- ヘンリー塚本 中高年の為の 名作裏ビデオ集
- 絞め滾り漆黒に咲く咽喉の微熱 05
- 新人OLの皆さ〜ん！私が「下半身丸出し」好きな女社長です。
- 素人6人まる見え中出し激薄4時間DX
- 本当にあった精子バンク
- 素人娘即ハメ面接ドキュメント FILE.02
- もしもこんな○○があったら… パート9
- ザ・ボンデージティーチャー 2
- 手コキクリニック 陰部洗浄20連発SP
- 「○校教師だから撮れた！ラブラブ女子校生の校内イチャつき手コキをのぞく」
- ヤリすぎウテウテ痴女学院20人！ 入学式があったよ！痴女がいっぱいキター！！
- 本物包茎治療院 大沢形成クリニック
- 不感症に悩む女性の為の…感じるツボ整体
- ぬきたい顔
- 時間よ止まれ！ パート7
- 時間よ止まれ！ パート6
- 介護福祉レディのお仕事
- 介護福祉レディのお仕事 「性介助」完全マニュアル編
- 悪徳エロ医師盗撮2 ○○産婦人科セクハラ診察
- 女子校生限定12人 女子校生温泉！
- ケータイ電話（秘）モテール実態調査
- コールセンターで働く一般女性をその場で口説き、バレないようにSEXできるか？
- K電鉄 駅長投稿流出 不正乗車･キセルした女子校生たち
- 素人面接ドキュメント 強制No.09
- おしゃれでHなAV くりかめ
- 本物ディープス女子社員 2007年度 新卒社員面接編…つまり女子大生！
- TOKYO-HOT K'Sスタジオ作品 西村由紀子
- TOKYO-HOT 陵辱学園最悪の流し込み 華咲菜々美

## 電子書籍
- フェチ外来-オナニー鑑賞科-Vol.1椎名めぐみ